# Anthony Crolla
Anthony Crolla (* 16. November 1986 in Manchester, England) ist ein britischer Profiboxer im Leichtgewicht und ehemaliger WBA-Weltmeister.

## Profikarriere
Anthony Crolla wurde bei den Amateuren 2005 Englischer Meister im Leichtgewicht und gab sein Profidebüt am 14. Oktober 2006. 2010 gewann er die Englische Meisterschaft im Superfedergewicht und 2011 die Britische Meisterschaft im Leichtgewicht, die er gegen Willie Limond verteidigte. 2012 verlor er gegen Derry Mathews und Gary Sykes, letzterem war er bereits 2009 bei einer Begegnung unterlegen, gewann aber gegen Kieran Farrell noch die Englische Meisterschaft im Leichtgewicht.
Nach einem Unentschieden im Rückkampf gegen Derry Mathews, sicherte er sich im Juni 2013 die interkontinentale Meisterschaft der WBO durch einen Punktesieg gegen Gavin Rees. Den Titel verteidigte er anschließend gegen Stephen Foster, John Murray und Gamaliel Diaz.
Am 18. Juli 2015 boxte er erstmals um den WBA-Weltmeistertitel im Leichtgewicht gegen Darleys Pérez, wobei der Kampf mit einem Unentschieden endete. Den Rückkampf und damit auch den WM-Titel, gewann er schließlich am 21. November 2015 durch klassischen K. o. in Runde 5. Im Mai 2016 gewann er eine Titelverteidigung durch K. o. in der siebenten Runde gegen Ismael Barroso.
Am 24. September 2016 verlor er den Titel durch eine Punktniederlage an Jorge Linares und verlor auch den Rückkampf im März 2017. Im Oktober 2017 gewann er gegen Ricky Burns.